# 미마사카정
미마사카정(美作町)은 오카야마현 북동부에 위치했던 정이다. 2005년 3월 31일, 아이다군 오하라정, 사쿠토정, 아이다정, 히가시아와쿠라촌, 가쓰타군, 가쓰타정과 신설 합병으로 미마사카정이 되어 소멸하였다.

## 지리
남부에 위치하여 구릉과 산림으로 차지하고 있다. 마을의 중심지는 요시이 강의 지류인 요시노가와 강과 가지나미 강·다키강과 합류하는 지점에 있으며, 유바라 온천·오쿠즈 온천과 나란히 미마사쿠 산유 중 하나인 유고 온천이 있다.

## 역사
- 1953년 4월 1일 - 아이다군 하야시노촌, 도요타촌, 나라하라촌, 가쓰타군 유노고정, 도요쿠니촌의 2정 3촌이 합병해 미마사카정이 되었다.
- 2005년 3월 31일 - 아이다군 오하라정, 사쿠토정, 아이다정, 히가시아와쿠라촌, 가쓰타군, 가쓰타정과 신설 합병으로 미마사카정이 되었다.

## 교통

### 철도
- 서일본 여객철도 기신 선

### 도로
- 주고쿠 자동차도
- 국도 제179호선
- 국도 제374호선 (일본)(일본어판)